# Сульов-Градна
Сульов-Градна — (словац. Súľov-Hradná), село (обец) в складі Окресу Битча розташоване в Жилінському краї Словаччини. Перша згадка про село датована 1193 роком. До складу обца входять села Сульов та Градна.
Обец Сульов-Градна розташований в історичному регіоні Словаччини — Стажовських гір (Strážovských vrchoch) в їх південно-західній частині в масиві Суловських скель орієнтовне розташування — супутникові знімки [Архівовано 25 серпня 2011 у WebCite]. Обец розтягнувся по всій долині Граднянського потоку й займає площу в 2295 гектарів з 929 мешканцями. Розміщений орієнтовно на висоті в 400 метрів над рівнем моря, відоме своїми природними, рекреаційними ресурсами, а також рудним кар'єром, входить до складу Суловсько-граднянського природного парку. В обці розташовані численні історичні пам'ятки, як в Сульові тк й в Градні. Але найвизначальнішим для цієї місцини є туристична принада — Сульовські скелі, котрі відомі за межами самої Словаччини. З Сульово-Граднею пов'язані: філософ Кріштоф Акаі (Krištof Akai), просвітитель Ян Чернянський (Ján Čerňanský) та словацька популярна співачка Зузана Сматанова.
Протікає річка Граднянка.

## Населення
| Рік:            | 1994. | 2004.   | 2014.   | 2024.   |
| --------------- | ----- | ------- | ------- | ------- |
| Кількість осіб: | 944   | 929     | 928     | 1009    |
| Різниця:        |       | -1,58 % | -0,10 % | +8,72 % |

| Рік:            | 2023. | 2024.   |
| --------------- | ----- | ------- |
| Кількість осіб: | 1002  | 1009    |
| Різниця:        |       | +0,69 % |